# Henning Munk Jensen
Henning Munk Jensen (Tønder, 1947. január 12. – 2023. november 17.) válogatott dán labdarúgó, hátvéd. Az év dán labdarúgója (1968, 1975).

## Pályafutása

### Klubcsapatban
1965 és 1970 között az AaB labdarúgója volt, ahol egy dánkupa-győzelmet ért el a csapattal. 1970 és 1973 között a holland PSV Eindhoven játékosa volt, majd visszatért az AaB együtteséhez, ahol 1977-ig játszott. 1978-ban a másodosztályú Frederikshavn fI csapatában szerepelt. 1979-ben Észak-Amerikában játszott. Először a kanadai Edmonton Drillers, majd az amerikai San Jose Earthquakes labdarúgója volt. 1979-ben visszatért az AaB-hez, majd 1980-ban a harmadosztályú Aalborg Freja játékosa volt. 1981-ben az AaB csapatában fejezte be az aktív labdarúgást a dán másodosztályban.

### A válogatottban
1966 és 1978 között 62 alkalommal szerepelt a dán válogatottban és egy gólt szerzett. 1978 májusában megdöntötte Bent Hansen válogatottsági rekordját. Ezt 1981 augusztusában Per Røntved múlta felül.

## Sikerei, díjai
- az év dán labdarúgója (1968, 1975)

 AaB
- Dán kupa
  - győztes: 1966